# 沙一博
沙一博（1991年1月7日—），是一名中国足球运动员，效力於中国足球超级联赛球队青岛中能，司职后卫。

## 俱乐部生涯
沙一博出自家乡球队青岛海利丰青训体系，2009年进入一线队。2009年5月2日，沙一博在青岛海利丰客场0比2不敌辽宁宏运的比赛第81分钟替补张天罡出场，上演职业生涯的首秀。他在2009赛季一共得到8次联赛出场机会。2010年2月21日，中国足协纪律委员会直接取消涉及假球案的青岛海利丰联赛注册资格，球员也成为自由身，沙一博在3月份加盟同城的中国足球超级联赛球队青岛中能。2011年4月23日，他在青岛中能主场0比2输给广州恒大的比赛第70分钟替补宋文杰出场，首次代表青岛中能出场。2012年6月27日，他在2012年中国足协杯第三轮首次在职业比赛中实现得分，并梅开二度，帮助青岛中能4比0淘汰中乙球队贵州智诚。